# Gould (Arkansas)
Gould is een plaats (city) in de Amerikaanse staat Arkansas, en valt bestuurlijk gezien onder Lincoln County.

## Demografie
Bij de volkstelling in 2000 werd het aantal inwoners vastgesteld op 1305.
In 2006 is het aantal inwoners door het United States Census Bureau geschat op 1187, een daling van 118 (-9,0%).

## Geografie
Volgens het United States Census Bureau beslaat de plaats een oppervlakte van
4,0 km², geheel bestaande uit land. Gould ligt op ongeveer 52 m boven zeeniveau.

## Plaatsen in de nabije omgeving
De onderstaande figuur toont nabijgelegen plaatsen in een straal van 32 km rond Gould.